# 南瓦納塔 (印第安納州)
南瓦納塔（英語：South Wanatah）是位於美國印第安納州拉波特縣的一個非建制地區。該地的面積和人口皆未知。